# Tài chính quốc tế
Tài chính quốc tế là hệ thống những quan hệ kinh tế nảy sinh giữa nhà nước hoặc các tổ chức của nhà nước với các nhà nước khác, các công dân nước ngoài và với các tổ chức quốc tế, gắn liền với các dòng lưu chuyển hàng hóa và tiền vốn trên thế giới theo những nguyên tắc nhất định.
Tài chính quốc tế là một bộ phận của kinh tế quốc tế. Tài chính quốc tế chuyên nghiên cứu về tỷ giá hối đoái, đầu tư quốc tế, các thể chế tài chính quốc tế

## Các vấn đề chung về tài chính quốc tế

### Khái niệm tài chính quốc tế
Sự xuất hiện và tồn tại các quan hệ tài chính quốc tế là một tất yếu của phạm trù tài chính, xuất phát từ các cơ sở khách quan sau:
- Về kinh tế: giữ vai trò quyết định cho sự phát sinh và phát triển của các quan hệ tài chính quốc tế;
- Về chính trị: tác động trực tiếp đến hình thức và mức độ của mối quan hệ tài chính quốc tế;
- Về góc độ kinh tế vĩ mô:
  - Tỷ giá hối đoái:
  - Cán cân thanh toán quốc tế;
  - Hệ thống tiền tệ, tài chính quốc tế;
  - Nợ nước ngoài và quản lý nợ nước ngoài;
- Về góc độ thị trường (kinh tế vi mô):
  - Đánh giá và quản trị rủi ro quốc tế;
  - Các thị trường tài chính quốc tế;
  - Đầu tư quốc tế trực tiếp và gián tiếp.

### Đặc điểm của tài chính quốc tế
- Rủi ro hối đoái và rủi ro chính trị;
- Hoạt động phân phối của tài chính quốc tế gắn liền với việc thực hiện mục tiêu kinh tế, chính trị của nhà nước;
- Tài chính quốc tế không chỉ chịu sự chi phối của các yếu tố về kinh tế mà còn chịu sự chi phối bởi các yếu tố chính trị của mỗi quốc gia;
- Sự thiếu hoàn hảo của thị trường;
- Môi trường quốc tế mở ra nhiều cơ hội.

### Vai trò của tài chính quốc tế
- Tạo điều kiện hội nhập vào nền kinh tế thế giới;
- Mở ra cơ hội phát triển kinh tế - xã hội;
- Nâng cao hiệu quả sử dụng các nguồn lực tài chính.

## Hình thức quan hệ tài chính quốc tế của Việt Nam

### Tín dụng quốc tế

#### Khái niệm của tín dụng quốc tế
Tín dụng quốc tế là tổng thể các quan hệ kinh tế phát sinh giữa các nhà nước, các cơ quan nhà nước với nhau, hoặc với các tổ chức tài chính quốc tế, cá nhân người nước ngoài và giữa các doanh nghiệp của các nước khác nhau khi cho vay và trả nợ tiền vay theo những nguyên tắc tín dụng. Tín dụng quốc tế ra đời là một yêu cầu khách quan trên cơ sở quan hệ ngoại thương và thanh toán quốc tế; không chỉ là yêu cầu khách quan về mặt kinh tế mà còn là yêu cầu khách quan để phát triển các mối quan hệ về chính trị, ngoại giao và các quan hệ khác giữa các nước.

#### Tín dụng thương mại
Khái niệm tín dụng thương mại
Tín dụng thương mại là các khoản vay mượn do các doanh nghiệp xuất nhập khẩu của hai nước cung cấp cho nhau do mua bán hàng của nhau. Hình thức tín dụng này, sự vận động của tín dụng gắn liền với sự vận động của hàng hóa, tức là quá trình vay mượn xảy ra song song với quá trình mua bán.
Các hình thức của tín dụng thương mại
- Tín dụng cấp cho người nhập khẩu;
- Tín dụng cấp cho người xuất khẩu.

#### Tín dụng ngân hàng
Khái niệm tín dụng ngân hàng
Tín dụng ngân hàng là những khoản vay mượn do các ngân hàng thương mại cung cấp để tài trợ cho hoạt động xuất nhập khẩu và hoạt động đầu tư cơ bản nước ngoài.
Các hình thức của tín dụng ngân hàng
- Tín dụng ứng trước;
- Tín dụng chấp nhận;
- Tín dụng tài chính.

#### Tín dụng chính phủ
Khái niệm tín dụng chính phủ
Tín dụng chính phủ là quan hệ vay mượn giữa hai chính phủ của hai quốc gia.
Các hình thức tín dụng chính phủ
- Tín dụng ngắn hạn;
- Tín dụng trung hạn;
- Tín dụng dài hạn.

#### Tín dụng tư nhân và tổ chức phi chính phủ
Loại hình tín dụng này được thực hiện do một cá nhân, một nhóm người hay một tổ chức phi chính phủ cấp tín dụng cho một chính phủ của một quốc gia khác. Nguồn vốn vay này có quy mô nhỏ, thường được sử dụng vào các chương trình phúc lợi và an ninh xã hội (vệ sinh môi trường, đào tạo nghề, cấp thoát nước, chăm lo sức khỏe,...).

#### Tín dụng của tổ chức tài chính quốc tế
Đây là loại tín dụng nhà nước đa phương do các tổ chức tài chính quốc tế như Quỹ Tiền tệ Quốc tế, Ngân hàng Thế giới và các ngân hàng khu vực thực hiện đối với các nước thành viên dựa trên nguồn vốn do các nước thành viên góp và huy động từ thị trường.
Các hình thức của tín dụng bao gồm:
- Tín dụng hỗ trợ điều chỉnh cán cân thanh toán;
- Tín dụng điều chỉnh cơ cấu ngành;
- Tín dụng phát triển kinh tế - xã hội.

#### Quản lý nợ nước ngoài
Quản lý nợ nước ngoài nhằm mục đích hạn chế và ngăn ngừa rủi ro. Quản lý nợ nước ngoài cần chú ý:
- Thực hiện tốt chu trình vay nợ nước ngoài;
- Xác lập các chỉ tiêu cơ bản về khả năng hấp thụ vốn vay và khả năng trả nợ.

### Hỗ trợ phát triển chính thứcODA
Hỗ trợ phát triển chính thức ODA - Official Development Asistant - là việc các tổ chức kinh tế, tài chính quốc tế và chính phủ các nước phát triển viện trợ không hoàn lại hoặc cho vay ưu đãi đối với các nước đang phát triển.

### Đầu tư quốc tế trực tiếp
Đầu tư quốc tế trực tiếp hay còn gọi là đầu tư trực tiếp nước ngoài FDI - Forein Direct Investment - là một hình thức di chuyển vốn quốc tế, trong đó người chủ sở hữu vốn đồng thời là người trực tiếp quản lý và điều hành hoạt động sử dụng vốn.

## Tổ chức quốc tế có quan hệ với Việt Nam

### Quỹ tiền tệ quốc tếIMF
Tổng số nước hội viên của IMF cho tới nay là 184 nước, Cộng hòa Đông Timor là nước mới được chấp nhận là thành viên của IMF. 
Tôn chỉ hoạt động: Thúc đẩy sự hợp tác tiền tệ quốc tế; tạo điều kiện thuận lợi cho việc mở rộng và tăng trưởng thương mại quốc tế một cách cân đối; tăng cường ổn định tỷ giá; hỗ trợ cho việc thành lập hệ thống thanh toán đa phương; cho các nước hội viên tạm thời sử dụng các nguồn vốn chung của Quỹ với những đảm bảo thích hợp; và rút ngắn thời gian và giảm bớt mức độ mất cân bằng trong cán cân thanh toán quốc tế của các nước hội viên.

### Ngân hàng Thế giới World Bank
Nhóm Ngân hàng Thế giới (WB) là tổ chức thuộc hệ thống Liên Hợp quốc được thành lập với cơ cấu gồm 5 cơ quan:
1. Ngân hàng Tái thiết và Phát triển Quốc tế (IBRD)
2. Hiệp hội Phát triển Quốc tế (IDA)
3. Công ty Tài chính Quốc tế (IFC)
4. Cơ quan Bảo lãnh Đầu tư Đa biên (MIGA)
5. Trung tâm Quốc tế Giải quyết Tranh chấp Đầu tư (ICSID)

Mục tiêu tôn chỉ hoạt động của Nhóm WB là hỗ trợ sự phát triển và nâng cao mức sống của người dân tại các quốc gia thành viên.

### Ngân hàng Phát triển châu Á ADB
Ngân hàng Phát triển châu Á ADB - Asian Development Bank.

## Các tập đoàn tài chính lớn nhất thế giới
+ Tập đoàn ING của Hà Lan trở thành doanh nghiệp có doanh thu lớn nhất trong nhóm tài chính - ngân hàng với trên 201 tỷ USD.
+ Chỉ có Citigroup là một định chế tài chính thực sự còn GE là tập đoàn đa ngành hoạt động trên nhiều lĩnh vực (điện tử, tài chính, chế tạo máy, giải trí…).
+ Trong số các ngân hàng, lợi nhuận của HSBC dẫn đầu với 19,1 tỷ USD. 

## Mô hình tài chính quốc tế
Mô hình tài chính quốc tế  tập trung vào các nội dung chính của các quan hệ tài chính quốc tế. Khảo sát các cách tiếp cận mô hình hóa đã thực hiện trên thế giới với một số nền kinh tế cũng như các khu vực kinh tế. Các mô hình tài chính quốc tế sẽ được hệ thống hóa, vận dụng phân tích quan hệ ngoại hối, cán cân thanh toán, đòn bẩy thị trường và các chính sách của chính phủ và các công cụ tài chính. Khi xem xét mô hình tài chính quốc tế, thì cần phải có kiến thức về: 
- Thị trường ngoại hối;
- Cán cân thanh toán;
- Tiếp cận co giãn và cách tiếp cận hấp thụ đối với cán cân thanh toán;
- Sự phối hợp chính sách kinh tế trong nền kinh tế mở;
- Cách tiếp cận tiền tệ đối với cán cân thanh toán;
- Sức mua tương đương và kinh nghiệm về tỷ giá hối đoái thả nổi;
- Tiếp cận tiền tệ đối với việc xác định tỷ giá;
- Mô hình cân bằng danh mục đầu tư;
- Minh chứng thực nghiệm tỷ giá hối đoái.